# Clonostachys rosea
Clonostachys rosea is de anamorfe vorm van de zakjeszwam Bionectria ochroleuca en behoort tot de familie Bionectriaceae.
Clonostachys rosea komt voor als een endofyt, een saprofiet en een parasiet van andere schimmels en rondwormen. Het produceert een breed scala aan vluchtige organische stoffen, die giftig zijn voor andere organismen, waaronder andere schimmels, bacteriën en insecten en is interessant als biologische bestrijdingsmiddel.

## Kenmerken
Clonostachys rosea f. rosea vormt in een krans staande, penseelachtige conidiëndragers, waar aan de uiteinden de conidiën worden gevormd. Volwassen kolonies zijn roze gekleurd. De belangrijkste vruchtvorm (teleomorf) wordt relatief zelden aangetroffen. De seksueel gevormde sporen ontstaan in sporenzakjes.

## Biologische bestrijding
Clonostachys rosea kan een breed scala aan microscopische schimmels koloniseren en parasiteren, zoals Verticillium-soorten en Botrytis cinerea, die grote schade kunnen veroorzaken in boomkwekerijen, de tuinbouw en boomgaarden. Er zijn talloze pogingen gedaan om Clonostachys rosea te gebruiken bij de biologische bestrijding van parasitaire schimmels. Bij Botrytis cinerea wordt de sporenproduktie onderdrukt, doordat de schimmeldraad van Clonostachys rosea zich om de schimmeldraad van Botrytis cinerea kronkelt en deze en de conidiën binnendringt.
Bij plantenparasitaire aaltjes hechten de conidia zich aan de cuticula van het aaltje, ontkiemen en dringen met hun kiemhyfen het aaltje binnen om het vervolgens te doden.

## Synoniemen
- Gliocladium roseum Bainier (1907)
- Clonostachys araucaria Corda (1939)
- Clonostachys araucaria var. confusa Pinkerton (1936)
- Clonostachys rosea (Link) Schroers, Samuels, Seifert & W. Gams (1999)
- Gliocladium aureum Rader (1948)
- Haplotrichum roseum (Link) Corda (1839)
- Penicillium roseum Link (1816)